# 유리코겐 철도 조카이산로쿠선
조카이산로쿠 선(일본어: 鳥海山ろく線)은 일본 아키타현 유리혼조시의 우고혼조역과 야시마역을 잇는 유리코겐 철도의 철도 노선이다.

## 노선 정보
- 노선 거리 (영업 거리) : 23.0km
- 궤간 : 1,067mm
- 역 수 : 12역 (기 · 종점역 포함)
- 복선화 구간 : 없음 (전 구간 단선)
- 전철화 구간 : 전 구간 비전철화
- 폐색 방식 : 특수 자동 폐색식

## 역 목록
※ 전 구간 아키타현 유리혼조시에 소재.
| 역명         | 일어 역명 | 역간 거리 | 영업 거리 | 접속 노선                   |
| ------------ | --------- | --------- | --------- | --------------------------- |
| 우고혼조     | 羽後本荘  | -         | 0.0       | 동일본 여객철도 우에쓰 본선 |
| 야쿠시도     | 薬師堂    | 2.2       | 2.2       |                             |
| 고요시       | 子吉      | 2.3       | 4.5       |                             |
| 아유카와     | 鮎川      | 2.9       | 7.4       |                             |
| 구로사와     | 黒沢      | 2.1       | 9.5       |                             |
| 마가리사와   | 曲沢      | 0.8       | 10.3      |                             |
| 마에고       | 前郷      | 1.4       | 11.7      |                             |
| 구보타       | 久保田    | 1.9       | 13.6      |                             |
| 니시타키사와 | 西滝沢    | 2.1       | 15.7      |                             |
| 요시자와     | 吉沢      | 1.4       | 17.1      |                             |
| 가와베       | 川辺      | 3.0       | 20.1      |                             |
| 야시마       | 矢島      | 2.9       | 23.0      |                             |

## 같이 보기
- 일본의 철도 회사 목록